# Titularbistum Zama Minor
Zama Minor (ital.: Zama Minore) ist ein ehemaliges Bistum der römisch-katholischen Kirche in der antiken Stadt Zama Minor in Numidia und heute ein Titularbistum. Es gehörte der Kirchenprovinz Karthago an.
| Titularbischöfe von Zama Minor |                                  |                                                            |                    |                   |
| Nr.                            | Name                             | Amt                                                        | von                | bis               |
| 1                              | Francisco Panal Ramírez OFM Cap. | emeritierter Bischof von La Vega (Dominikanische Republik) | 20. Dezember 1965  | 13. August 1970   |
| 2                              | Gustave Joseph Bouve CSSp        | emerit. Bischof von Kongolo (Demokratische Republik Kongo) | 1. September 1970  | 4. März 1971      |
| 3                              | José María Setién Alberro        | Weihbischof in San Sebastián (Spanien)                     | 18. September 1972 | 16. Februar 1979  |
| 4                              | Carmelo Juan Giaquinta           | Weihbischof in Viedma (Argentinien)                        | 11. März 1980      | 16. Juni 1986     |
| 5                              | Alfonso Cabezas Aristizábal CM   | Weihbischof in Cali (Kolumbien)                            | 22. April 1988     | 13. Mai 1992      |
| 6                              | Elio Sgreccia                    | Kurienbischof                                              | 5. November 1992   | 20. November 2010 |
| 7                              | Barthélemy Adoukonou             | Kurienbischof                                              | 10. September 2011 |                   |